# Rivera (Uruguai)
Rivera (castellà, Ciudad de Rivera; portuguès, Cidade de Rivera) és una ciutat del nord de l'Uruguai i la capital del departament de Rivera. Segons el cens del 2004, tenia una població aproximada de 64.426 habitants, la majoria dels quals, a més de parlar el castellà, parlaven el portuguès o una barreja d'ambdues llengües coneguda com a portunyol riverense o fronteiriço.
Ubicada en la confluència de la Cuchilla Negra (les cuchillas a l'Uruguai són cadenes de turons) amb la Cuchilla de Santa Ana, està unida a l'actual ciutat brasilera de Santana do Livramento; tan sols separada d'aquesta per un carrer. El conjunt d'ambdues ciutats és conegut com a "Frontera de la Pau". Hi ha una forta relació de germandat entre ambdues ciutats, i de vegades de sana rivalitat, com per exemple en el futbol.